# Idabel
Idabel är administrativ huvudort i McCurtain County i Oklahoma. Orten har fått sitt namn efter järnvägstjänstemannen Isaac Purnells döttrar, Ida och Bell. Enligt 2010 års folkräkning hade Idabel 7 010 invånare.